# Elatostema platyceras
Elatostema platyceras är en nässelväxtart som beskrevs av Wen Tsai Wang. Elatostema platyceras ingår i släktet Elatostema och familjen nässelväxter. Inga underarter finns listade i Catalogue of Life.